# 의왕푸른초등학교
의왕푸른초등학교는 경기도 의왕시에 개교 예정인 공립 초등학교이다.

## 학교 연혁
- 2026년 3월 1일: 개교 예정